# اندیس قیر طبیعی (ملک‌آباد سماق)
قیر طبیعی (ملک آباد سماق) یک اندیس غیرفلزی است که در حوالی شهر کوه دشت استان لرستان قرار دارد و مادهٔ معدنی موجود در آن، قیر طبیعی است.سنگ میزبان این اندیس شیل های سازندامیران است و دیرینگی آن به دوران ماستریشتین(پالئوسن) می‌رسد.